# David Friesen
David Friesen (* 6. Mai 1942 in Tacoma, Washington) ist ein US-amerikanischer Jazz-Bassist.

## Leben und Wirken
Friesen begann im Alter von 10 Jahren, Ukulele und Akkordeon zu spielen, mit 16 Jahren lernte er professionell Gitarre. Erst nach seinem Militärdienst, den er zum Teil in Europa verbrachte, fand er 1964 zum Kontrabass. Er arbeitete zunächst lokal in der Jazzszene von Seattle, wo er durchreisende Jazzmusikern begleitete. Dann wurde er Mitglied der Band von John Handy. Anschließend spielte er bei Joe Henderson und 1975 bei Billy Harper, mit dem er auch Europa besuchte. 1977 trat er mit Ted Curson auf dem Monterey Jazz Festival auf, um dann mit Ricky Ford, Duke Jordan, Sam Rivers, John Stowell und Paul Horn zu arbeiten. Friesen tourte und spielte Aufnahmen ein mit zahlreichen Jazz-Größen, darunter Chick Corea, Michael Brecker, Stan Getz, Dexter Gordon, Mal Waldron, Dizzy Gillespie, Jim Pepper, Denny Zeitlin, Paul McCandless, Glen Moore und Jeannie Hoffman. In Deutschland war und ist er häufiger als Solist sowie im Duo mit Uwe Kropinski und mit Christian Hassenstein zu erleben. Er trat auch mit dem Music Ensemble of Benares auf.
Friesen gehört zu den Bassisten, die in der Lage sind, auch mit einem Bass-Solokonzert das Publikum zu fesseln. Sein Spiel ist indes nicht von Extrovertiertheit geprägt; Friesen verkörpert eher den Typ des „in sich gekehrten Künstlers“. Sein Sound verdankt sich auch auf der Verwendung des Oregon-Basses, eines elektrisch abgenommenen, selbst entworfenen Instrumentes.
Seine Diskografie umfasst derzeit 65 CDs, auf weiteren etwa 100 Aufnahmen ist er als Mitmusiker zu hören. 
Neben seinen Konzerten ist Friesen auch in der Jazz-Ausbildung tätig. 
Die Schauspielerin Dyan Cannon ist seine Schwester, wodurch Cary Grant zeitweise sein Schwager war.

## Diskographische Hinweise
- David Friesen, John Stowell Through the Listening Glass (Inner City Records 1978)
- Hozan Yamamoto, David Friesen Hozan, Friesen +1 (Next Wave 1980, mit Masahiko Satoh)
- Amber Skies (1984, mit Joe Henderson, Paul Horn, Chick Corea, Paul Motian, Airto Moreira)
- David Friesen / Eddie Moore / Jim Pepper / Julian Priester / Mal Waldron Remembering the Moment (Soulnote 1994)
- David Friesen Castles and Flags (Shamrock 1996)
- David Friesen / Uwe Kropinski Made with Friends (Jazzwerkstatt 2007)
- Another Time and Place (2017), mit Dixon Nacey, Reuben Radley
- My Faith, My Life (Origin, 2019)
- David Friesen Circle 3 Trio: Interaction (Origin, 2019)

## Lexigraphische Einträge
- Wolf Kampmann (Hrsg.), unter Mitarbeit von Ekkehard Jost: Reclams Jazzlexikon. Reclam, Stuttgart 2003, ISBN 3-15-010528-5.